# 이제동
이제동(李帝東, 1990년 1월 9일 ~ )은 대한민국의 전 스타크래프트, 스타크래프트 II 프로게이머이자 현 인터넷 방송인으로 종족은 저그이며 아이디는 Jaedong이다. 로열로더 출신으로, 스타리그 3회 우승(골든마우스), MSL 2회 우승 등 메이저 개인리그 5회 우승, 4회 준우승을 기록하였으며 2009년 11월, 중국 청두에서 개최된 WCG 2009 그랜드 파이널에서 생애 최초의 국제대회 우승을 차지했다. 많은 팬들을 몰고 다니는 이제동은 이처럼 높은 커리어와 꾸준한 고승률을 바탕으로 역대 종족별 최장기간(43개월 유지)으로 저그 랭킹 1위를 기록했으며 홍진호, 박성준, 박태민, 조용호를 넘어 스타크래프트: 브루드 워 역대 최고이자 최강의 저그로 평가받는다.
덧붙여 이제동은 스타크래프트: 브루드 워 공식전 통산 최다승, 최다 선봉승, 최다 에이스 결정전 승리를 기록하고 있다. 이 기록은 스타크래프트: 브루드 워 리그가 스타크래프트2로 종목 전환이 되면서 영원히 깨지지 않을 기록이 되었다.

## 선수 이력

### 데뷔
11개의 프로게임단은 2006 시즌을 대비하여 준프로게이머와 아마추어의 참가가 가능한 2006 구단평가전을 개최했는데 이 대회에서 당시 준프로게이머 신분의 이제동은 6승 2패를 기록하였고, 2006년 상반기 드래프트에서 르까프 OZ(현 화승 OZ)의 1차 지명으로 입단하였다. 본격적인 프로 생활을 시작한 이제동은 이전의 저그 선수들에 비해 과감하고 공격적인 스타일과 뛰어난 컨트롤 능력으로 주목받으며 이내 팀의 에이스로 맹활약하면서 이름을 알리기 시작했다. 특히 SKY 프로리그 2006 신인왕(전기), 다승왕(후기), MVP(후기)를 쓸어담으며 양박(박태민, 박성준)과 마재윤(당시 CJ 엔투스, 현재는 제명됨)을 이을 차세대 저그로 주목받았다.

### 양대리그 우승
데뷔 첫 해 프로리그 활약으로 이름을 알렸던 이제동이 지금처럼 개인리그 강자로서 스포트라이트를 받게 된 계기는 2007년 여름에 치러진 e스타즈 서울 2007 스타크래프트 256강전이었다. 속칭 천하제일 스타대회라 불린 해당 대회 결승에 오른 이제동은 허영무(삼성전자 칸)를 2:1로 꺾고 우승을 차지했다. 이 후 탄력을 받은 이제동은 곧이어 EVER 스타리그 2007에 진출했고, 결승에서 송병구(삼성전자 칸)에게 3:1 역전승을 거두며 본선진출 첫 회만에 우승을 거두며 로열로더에 등극하였다.
스타리그 우승 이후 공식전 13연승을 질주하던 이제동은 곰TV MSL 시즌4를 통해 MSL에도 복귀하였다. 당시 가장 화제를 모았던 김택용과의 32강 B조 개막전을 승리로 이끈 이제동은 이영호, 박성균 등을 연파하며 결승에 올랐고 결승전에선 로열로더를 노리던 김구현을 3:1로 꺾고 양대 대회 제패라는 위업을 달성했다. 이같은 개인리그에서의 활약과 더불어 르까프 OZ의 신한은행 프로리그 2007 후기리그 우승에도 크게 기여한 이제동은 제3회 대한민국 e-SPORTS 대상 '올해의 선수상'까지 수상하며 당대 최고의 선수로서의 주가를 올린다.

### 정체기
명실상부한 스타계 원톱으로서의 기세를 이어가던 도중, 이제동은 2008 상반기에 접어들면서부터는 예기치 못한 부진을 거듭하며 주춤한 모습을 보였다. EVER 스타리그 2008 1차 본선에서는 한동욱, 팀동료 손찬웅(은퇴) 에게 충격의 2연패를 당하며 탈락했고, 아레나 MSL 결승에선 팀동료 박지수(은퇴)에게 0:3으로 패하며 준우승에 머무른다. 그러나 비공식 개인리그인 곰TV TG삼보-인텔 클래식 시즌1 결승에서 숙적 이영호를 3:0으로 셧아웃 시키며 초대 챔피언에 올라 부진 여론을 종식시켰다.
하지만 곧이어 참가한 인크루트 스타리그 2008에서 예선 탈락, 클럽데이 온라인 MSL 2008 및 WCG 2008 그랜드 파이널에서 탈락하며 다시 정체기를 맞는다. 이러한 개인리그에서의 부진은 프로리그에까지 이어졌고, 80%에 수렴했던 이제동의 2008년 하반기 승률은 떨어지기 시작했다. 특히 이성은(삼성전자 칸)에게 당한 두 번의 패배 이후 이제동의 눈물같은 땀과 분노섞인 눈빛, 그리고 5해처리 러쉬로 복수전을 펼친 스토리는 영상으로도 만들어지며 뜨거운 이슈가 되었다.

### 2008 하반기부터 2009 상반기까지의 활약

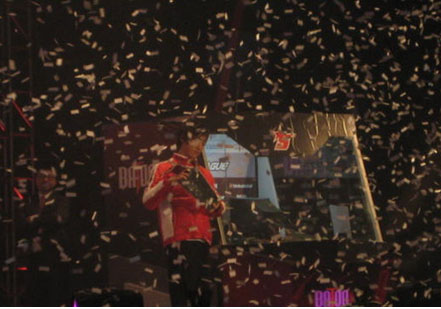
BATOO 스타리그 08~09에서 우승한 이제동

2008 상반기에 정체기를 겪은 후 이제동은 2008년 하반기부터 다시 가파른 상승세를 보였다. 3시즌 만에 스타리그 16강 복귀에 성공한 BATOO 스타리그 08~09에서 전 대회 우승자 송병구, 로열로더 후보 조일장 등의 주목받는 선수들을 꺾고 결승에 올랐고, 결승전에선 전대회 준우승자 정명훈 현 광동 프릭스 코치를 꺾고 두 번째 스타리그 우승을 차지하며 부활의 신호탄을 터뜨렸고 그와 동시에 정명훈 코치를 콩라인에 가입시켜 버린 장본인이 되었다. 프로리그에서는 승자연전제 방식이 도입된 신한은행 위너스 리그 08-09에서 최다 올킬(3회), 공식전 첫 역올킬, 공식전 첫 포스트시즌 올킬 등 대부분의 최초 기록을 이루어내며 화승 OZ의 에이스로서 팀의 위너스 리그 결승행에 크게 기여했다. 그러나 CJ 엔투스와의 위너스리그 결승전에선 선봉 3킬 활약 이후 조병세에게 4경기에서 패했고, 남은 팀원들이 역올킬을 허용하며 팀은 준우승에 머무른다. 이제동은 2009년 3월에 포스트시즌 7연승을 포함, 공식전 13연승을 기록했다.

### 광안리 결승과 골든 마우스
위너스 리그를 비롯한 프로리그에서의 활약을 바탕으로 이제동은 신한은행 프로리그 08-09 정규시즌에서 54승을 기록하며 이영호와 공동 다승왕을 차지했다. 또한 김택용과 더불어 정규시즌 공동 MVP로 선정되었는데, 역대 프로리그에서 MVP가 공동 수여된 것은 이때가 처음이다. 그러나 이제동은 2009년 8월 7~8일 양일간 부산 광안리에서 치러진 T1과의 신한은행 프로리그 08-09 챔피언 결정전에서 3전 전패의 쓴 맛을 보면서 팀의 준우승을 지켜봐야만 했다. 특히 08-09 챔프전에서 이제동은 '소년가장' 별명이 붙을 정도로 팀 기여도가 독보적인 에이스로 당시 랭킹 1위의 최고의 주가를 올리고 있는 상황이었으나 챔프전 1차전과 2차전에서 정명훈 코치와 박재혁에게 모두 뼈아픈 패배를 당하면서 2년 전 광안리의 악몽을 떨쳐내지 못했고 광안리 결승 4일 후에 열린 아발론 MSL 2009 4강에서도 '브레인 저그' 김윤환에게 1-3의 역전패를 당하며 짧은 기간동안 급격한 하향세를 보였다. 광안리 3연패, MSL 4강 탈락의 쓴 맛을 본 뒤 갑작스런 슬럼프에 빠졌던 이제동은 이후 충격을 털어버린 모습으로 개인리그에서 다시 예전 기세를 되찾으며 부진을 털고 놀라운 상승세를 거듭하기 시작하는데 MSL 탈락 바로 다음날 박카스 스타리그 2009 4강에서 정명훈 코치와 재대결했고 접전 끝에 3:1 역전승을 거두며 광안리에서 당한 패배를 그대로 돌려주었다. 또한 결승전에선 박명수(당시 하이트 스파키즈, 현재 제명)에게 3:0 완승을 거두며 이윤열, 박성준에 이은 3번째 골든 마우스 수상에 성공하며 명예를 되찾았다. 이는 스타리그 데뷔 후 역대 최단 기간 수상이다.

### FA 파동과 V5
박카스 스타리그 2009 우승 전후로, 이제동은 소속팀과의 재계약에 난항을 겪으며 FA를 선언했다. 그러나 본인의 팀 잔류선언에 타 팀들의 입찰이 들어오지 않아 이적에 실패했고, 부친에 의해 은퇴 가능성이 시사되는 등 한동안 이제동의 거취 문제에 팬들의 이목이 집중되었다. 결국 이제동은 최종협상 기간에 화승 OZ와 수정된 계약 조건으로 재계약했고, 소속팀의 변경 없이 09-10 시즌을 맞이하게 되었다. 2009년 11월, 이제동은 중국 청두에서 개최된 WCG 2009 그랜드 파이널 스타크래프트 부문 결승에서 송병구를 2:1로 꺾고 생애 최초의 국제대회 우승을 차지했다. 이후 EVER 스타리그 2009 8강에서 이영호에게 0:2로 패하며 탈락했으나, 네이트 MSL 결승에서 펼쳐진 재대결에서 3:1로 설욕하며 우승을 차지했다. 이는 이제동의 양대리그 통산 5번째 우승이자 저그 게이머 메이저 최다 우승이며, 역대 양대리그 최고 승률의 우승 기록이다. (13승 1패, 승률 92.9%)

### 3연속 MSL 결승, 스타리그 결승 리쌍록
3연속 MSL에 진출하는 기록을 세우게 된 이제동은 이른바 '리쌍시대'를 본격적으로 열며 결승마다 진출하는 기록을 세우는데, 하나대투증권 MSL 2010 결승에서 이영호에게 3:0 으로패해 MSL 3회 우승을 상징하는 금배지 획득에 실패하고 준우승을 하게 된다. 이제동은 이후 빅파일 MSL 4강에서 이재호에게 3:2로 승리하며 또 다시 라이벌 이영호와 3연속 MSL 결승 리쌍록을 펼치게 되었으나 2:3으로 패하며 준우승 커리어를 추가함으로써 골든 그랜드 슬램을 다시 한 번 뒤로 미루게 된다. 이후 대한항공 스타리그 2010 Season 2 4강에서 송병구에게 3:2로 승리, 이영호가 윤용태에게 3:1로 승리하며 결승전에서 다시 맞붙게 되는데, 골든 마우스 보유자인 이제동의 최초 스타리그 4회 우승이냐, 이영호의 3회 우승으로골든 마우스 첫 획득이냐가 이슈가 되었으나 이영호에게 패해 준우승에 머물러 최초 스타리그 4회 우승을 달성하지 못하게 되었다.

### 2011년의 부진(2010 하반기-2011 상반기)
프로리그에서는 신한은행 프로리그 10-11 개막 후 꾸준한 승리로 김택용, 이영호에 이어 다승 3위에 랭크되었다. 피디팝 MSL 2010 4강에서 신동원에게 2:3으로 패한 이후 한동안 신한은행 위너스리그 10-11에서 부진을 겪었으나 3월 5일 삼성전자 칸과의 경기에서 선봉올킬을 달성해내며 10-11시즌 첫 저그 올킬러의 이름을 올렸다. 이러한 이제동의 맹활약과 동료들의 힘으로 화승 OZ는 신한은행 위너스리그 10-11를 2위로 마무리하며 플레이오프에 진출했다. 이제동은 T1과의 플레이오프에서 정명훈 코치와의 6세트 경기를 승리함으로써 7세트 에이스 결정전을 만들어냈으나, 7세트에 출전한 김택용에게 패배하며 4:3의 스코어로 팀은 결승진출에 실패했다.
개인리그에서는 박카스 스타리그 2010 16강에서 같은 팀 동료 구성훈과 이미 탈락이 확정된 김상욱에게 마저 통한의 패배를 당하면서 조기탈락하는 굴욕을 맛봄과 동시에 자신의 라이벌인 이영호와 함께 이변의 희생자가 되고 말았다. 특히 전시즌 결승리거였고 이번 시즌의 가장 강력한 우승후보로 점쳐지던 리쌍(이제동,이영호)이 동반 16강 탈락이라는 이변을 낳아 화제가 됐다. 피디팝 MSL 2010에서는 32강을 2승으로 통과, 16강에서 전상욱을 2:0으로 잡아내고 8강에서는 장윤철과의 접전 끝에 3:2로 꺾고 5회 연속 4강 진출이라는 기록을 세웠으나, 4강에서 신동원에게 2:3으로 패하게 되면서 4연속 MSL 결승진출의 위업달성은 실패하고 말았다. 이어진 ABC마트 MSL 2011 32강에서 염보성, 이영호 등의 강한 테란을 완벽한 경기력으로 연파하고 죽음의 조로 불렸던 D조에서 전승, 조 1위로 진출한다. 이후 ABC마트 MSL 2011 16강에서 김기현을 2:1, 8강에서 유병준을 3:1로 꺾고, 4강에서 김명운을 가볍게 꺾고 결승진출과 또한번의 리쌍록 결승전으로의 예상이 점쳐졌으나, 김명운에게 1:3로 패하고 MSL 3회 우승의 상징인 금배지 획득은 다시 좌절되고 말았다. 그 이후, 진에어 스타리그에서는 듀얼토너먼트에서 숙명의 라이벌 이영호, 강한 테란인 이신형과 같은조가 되었지만 이영호를 또다시 꺾어 내며 16강 진출에 성공하였고, 16강에서는 박재혁, 김현우, 신대근과의 4저그조에 배정되어, 저그전을 잘하기로 평가받는 이제동에게는 손쉬운 8강 진출로 보였지만 김현우와의 첫승 이후 박재혁 신대근에게 연이어 패하며 박카스 스타리그 2010에 이어 2회 연속 스타리그 16강 탈락의 수모를 당했다.
2011년 전기 이제동은 테란전의 뛰어난 경기력을 선보이며 테란전 연승을 기록했다. 프로리그 5R에서 공식전으로 46번째 성사된 리쌍록에서 다시 한 번 숙적 이영호를 꺾어내는데 성공하여 현재 최대 라이벌매치인 리쌍록의 상대 전적 차를 줄였다. 이러한 테란전의 뛰어난 경기력과 고승률을 바탕으로 2011년 5월에는 18개월만에 KeSPA 랭킹 1위를 탈환했으나 4월 슬럼프가 5월 슬럼프로 이월되어 프로리그의 승수가 부진한 모습을 보이며 이제동은 처음으로 5연패를 맛보게 되나 KT전에서 이영호를 꺾으며 연패를 끊고, 그 후로 10연승을 이어나갔다. 2011년에 이제동은 최초의 프로리그 200승 달성했다. 2011년 11월 화승 OZ의 해체로 제8프로게임단 선수로 지명되었다.

### 새로운 게임단에서의 새로운 시작
2011년 11월 이제동은 기복이 심한 플레이를 선보이면서 부진의 가능성이 제기되었다. 또한 SK플래닛 프로리그 개막전에서 이제동은 저그전에 약한 도재욱에게 패배하는 등의 불안한 모습을 보였다. 그러나 KT의 박성균과 웅진의 윤용태 등을 잡아내면서 이후 4연승을 하였다. 특히 프로토스전에서 엄청난 물량의 히드라 웨이브를 선보이면서 그동안의 부진을 말끔히 씻는 모습을 보여주었으며 삼성의 저그 신노열을 상대로 승리함으로써, 이제동은 브루드 워 공식전 통산 최초로 400승의 고지를 달성하였다.
그 후 3연패 이후 웅진의 신재욱을 상대로 '이제동맥경화'라는 별명을 만들어낸 예능경기를 보이며 어렵게 승리한 이후 5연승을 달리며 부활의 신호탄을 쏘아올렸고, 해설위원들도 '이런 경기력이 바로 이제동' 이라며 되살아난 경기력에 감탄했다. 특히 김민철과의 경기에서 극상성의 빌드로 출발했으나 엄청난 컨트롤로 역전한 경기는 명경기로 꼽힌다.
2012년 4월 28일 이제동은 유영진, 신대근, 신노열과 스타리그 듀얼예선을 치루었다. 상대적으로 가장 무난히 스타리그 진출이 예상되었으나, 이제동은 신예 유영진의 레이트 메카닉과 테란에게 매우 유리한 맵의 상성을 막지 못해 패자전으로 떨어졌고, 패자전에서도 상대전적에서 뒤지는 신대근과의 대결에서 빌드에서 밀린 후, 잘 버텼으나 뮤탈싸움에서 패배하여 상대전적을 좁히지 못하며 스타리그 진출에 실패하고 만다. 하지만 프로리그에서는 꾸준한 승리를 챙기며 KT전에서 승리하며 시즌을 마쳤다. 이제동은 김민철과 함께 저그 공동 다승왕으로 랭크되어 시즌을 마감했다.

### 폭군. 날개를 펼치며 부활을 알리다(2012~ )
최근 공군과의 경기에서 고인규의 전진 2배럭스 전략을 노스포닝 3해처리 전략으로 막고 승리한 후 에이스 결정전에서도 승리해 팀의 귀중한 1승을 견인해 내는 등 다시금 부활의 날갯짓을 준비하고 있다.
다만 스타2로 종목 전환 후에 열린 스타리그 예선전은 통과하지 못햿다. 여담이지만, 마지막 스타크래프트1의 저그전인 김정우와의 경기에서 자신의 트레이드마크인 9드론 빠른 저글링으로 상대를 꺾었다.
에이스 결정전에서의 계속되는 연승으로 이영호를 밀어내고 에이스 결정전 최다출전과 최다승 부문 1위에 오르고, 이제동의 활약에 힘입어 제8게임단도 창단 이후 최초 1위로 올라서는 등 다시금 준비된 모습으로 팬들의 이목을 집중시키고 있다. 교전과 멀티 견제 등 스타1에서도 자신의 특기였던 능력이 스타2에서도 극대화된 모습으로 그대로 드러나며, 원선재, 도재욱, 조성호 등 프로토스 강호들과 이신형 등의 테란, 김민철, 유준희 등의 저그까지 가릴 것 없이 스타1,2 모두 고른 기량으로 제압하고 있다. 다른 택뱅리와 비교해 볼때 병행 시즌에 가장 잘 적응하고 있는 모습이다.
2012 wcs에 출전하여 김정우 신노열 정윤종 김기현과 함께 gsl 상위리거들과 대결했다. 이제동은 김승철과 랭킹 5위의 정민수를 잡아내며 자신의 진가를 알리며 스타2에서의 맹활약을 준비하고 있다. 최근 급성장한 스타2에서의 실력도 관심이 주목된다. 스타2에서도 물오른 기량을 선보였으나 WCS 한국 대표 선발전에서 정윤종에게 2:0으로 패배하였다.. 참고로 이제동과의 대결에서 이긴 정윤종은 WCS대한민국 국가대표 자격을 획득했다. 이제동은 현재 스타2 부문에서 KeSPA 저그랭킹 1위를 기록중이다.
2012년 SK플래닛 프로리그 시즌 2 종료후 MVP를 수상하여, 스타1이 진행된 프로리그의 마지막 MVP를 수상하게 되었다.

### GSL과 국제 선수들
이제동은 프로리그에서의 활약에 힘입어 GSL 코드 S 시드를 부여받게 된다. 하지만, 고질적인 후반 운영에서의 문제점을 또다시 드러내며 코드A로 강등되었다. 그리고 코드A에서도 탈락하여 코드B(예선)으로 떨어진다. 이후 잠시동안 경기가 없었던 공백기 후 다시 펼쳐진 경기에서 이제동은 후반 운영을 완벽히 해결한 모습으로 양준식과 나니와에게 연승을 거뒀다. 나니와는 GSL 코드 S 8강에 두 번이나 진출했던 선수로, 이제동의 실력이 향상되었음을 팬들에게 각인시켜주는 계기가 되었다. 또한, 코드 S에서 패배를 안겨주었던 장민철에게 리벤지 매치에서 2:0 완승을 거두었다. 이후 협회 소속과 비협회 소속, 나아가 국제선수들까지 아우러져 큰 화제를 모았던 Mvp 인비테이셔널에서도 좋은 성적을 거두며 8강에 진출하였다. 다시 펼쳐진 GSL에서는 김태균, 최성진, 이영한, 이호준 등을 연달아 잡아내며 GSL 코드 A 복귀에 신고한다. 하지만 와일드카드전까지 가는 접전끝에 코드S진출에 실패하였다.

### 폭군, 이제는 해외로 (12~13)
이제동은 12-13 시즌을 앞두고 8게임단에서 해외팀인 EG-TL 팀에서 1년간 임대 선수로 뛰게 되었다. EG-TL은 해외 명문 구단인 이블 지니어스와 팀 리퀴드의 연합팀으로 '스테파노' '토르 제인' '이드라' 등등의 쟁쟁한 해외스타들 뿐 아니라 송현덕, 윤영서 등 국내에서도 인지도 높은 선수들이 다수 포진해 있는 우승후보 0순위의 막강한 팀이다. 유래를 찾아보기 힘든 임대형식으로 팀을 바꾸게 된 이제동은 현재 EG-TL에서의 생활에 빠른속도로 적응해 나가고 있는 것으로 알려졌다. 팀내 다승 1위를 달리던 이제동은 미국 라스베가스에서 열린 하이퍼X 10주년 토너먼트에서 장민철을 4:2로 꺾고 우승을 차지하고 돌아왔다. 또, 승강전에서도 라이벌 이영호를 꺾어내며 상대전적을 1경기 차로 좁힌 이제동은 프로리그에서도 맹활약하며 빠른 기량 성장을 보여주고 있다.

### 군단의 심장에서도 건재함을 과시하다(13.03~13.12)
군단의 심장 이후 이제동은 각성한 듯 이전까지와는 다른 모습을 보여주기 시작했다.
드림핵에서만 4강, 준우승, 준우승이라는 준수한 성적을 연속적으로 거뒀으며 WCS 아메리카 시즌2에서도 준우승을 차지한다.
또한 2013 WCS 시즌2 파이널에서는 준우승을 차지하였지만 약점으로 분류되었던 프로토스전을 완전히 극복하는 모습을 보여주었다.
이후 2013 WCS 그랜드 파이널에서도 준우승을 하며 WCS에서만 3연속 준우승을 기록, 결승전 징크스를 극복하진 못했지만 그래도 최고급 저그로서의 활약을 보여주었다.
이제동은 2013년 12월 7일 ASUS ROG 토너먼트 결승전에서 'Scarlett' 사샤 호스틴을 4:2로 꺾고 스타크래프트 II 개인리그에서 첫 우승을 차지했다. 이 우승으로 이제동은 스타크래프트: 브루드워 개인리그 우승자 출신 선수 중 최초로 프리미어급 대회 우승에 성공한 선수로 기록되기도 했다.
ASUS ROG 토너먼트가 GSL이나 WCS 지역리그와 동등한 대회로 분류되기에는 무리가 있지만 결과적으로 이제동의 주된 약점이었던 프리미어급 대회에서의 결승전 징크스를 성공적으로 극복했고,
우승상금 1만 달러 이상의 대회에서 우승을 차지한 것 또한 이례적인 일이라 할 수 있다.
이제동은 연이어 열린 M-HOUSE 컵에서도 우승컵을 들어올리며 폭군의 부활을 알렸으며, 2013년 시즌 군단의 심장에서의 양대 저그(김민철, 이제동)로 손꼽히기도 했다.

### 2014 시즌부터 2016 시즌까지
이제동은 IEM Season VIII - Cologne과 2014 DreamHack Open: Bucharest, 2014 DreamHack Open: Summer, IEM Season IX - Shenzhen에서 각각 4강에 진출했으며 HomeStory Cup IX과 ASUS ROG Winter 2014, 2014 Taiwan Open에서는 8강을 기록하면서 2014년에도 프리미어급 대회에서는 나쁘지 않은 성적을 보여주었다. 또한 메이저급 대회인 Lone Star Clash 3에서는 최성훈을 상대로 4:2 스코어를 기록하며 우승을 차지하기도 했다. 이로써 이제동은 브루드 워 우승자 출신 중 최초의 WCS 글로벌 대회 우승자가 되었다. 하지만 2014 WCS 아메리카 시즌1과 시즌2에서 연속으로 32강에서 탈락하며 유독 WCS에서는 부진한 모습을 보였다.
2014년 9월 중국 항저우 황룡 스타디움에서 벌어진 World E-sport Championships 2014에 출전한 이제동은 결승전에서 'Snute' 얀스 아스가드를 만나 1세트 스코어 2:0, 2세트 스코어 2:1을 기록하며 우승을 차지했다. 이제동에게는 지난 5월 미국 텍사스에서 벌어진 론 스타 크래시 시즌3 이후 5개월 만의 개인리그 우승이며 2013 ASUS ROG Tournament - NorthCon 2013 우승 이후 개인통산 두 번째 프리미어급 대회 우승이기도 하다.
2015년에는 WCS Season 2 PL 8강, HomeStory Cup XI 4강까지 진출했으며, WCS Season 3 PL과 2015 DreamHack Open: Stockholm에서 16강에 머물며 우승과는 다소 멀어지게 되었다. 그리고 2016년 GSL Season 1 Code A에 그치면서 이후 스타크래프트 2 개인 리그에서는 모습을 볼 수 없었다.

### 은퇴
2016년 11월 2일, 이제동은 프로게이머 은퇴를 발표했으며 약 10년 간의 현역 선수 생활을 마무리 하였다. 그는 자신의 SNS에서 은퇴 소감과 팬들에 대한 감사 메시지를 올렸고, 이어서 11월 12일 아프리카TV 플랫폼을 통해 스타크래프트: 브루드 워를 플레이 하며 개인 방송을 시작하였다.

## 별명
- 폭군 - 공격적인 플레이 스타일로 상대를 뭉개버리는 플레이를 자주 선보여 붙었으며, 브루드 워 저그 원탑으로 군림한 이제동의 상징과도 같은 별명이다. 현재까지도 가장 많이 쓰인다.
- 파괴신 - '이제동이 지나간 자리에는 케첩(피)만이 남는다.'라는 엄재경 해설자의 말에서 유래되었다.
- 레전드킬러 - 이제동은 스타크래프트1 부문 상당수의 기록을 현재 보유하고 있고, 그 과정에서 다수의 기록을 갈아치웠던 적이 있다. 이 사건들에서 유래된 별명이다.
- 이제동맥경화 - 2012년 1월 28일 웅진 스타즈와의 경기에서 5세트(vs 신재욱)에 출전한 이제동의 플레이에 의해 생긴 별명이다. 이제동의 본진과 앞마당 사이의 언덕에 드론 세기가 끼어서 유닛이 통과하지 못하는 일이 벌어졌다. 이 언덕은 나중에 열리긴 했지만, 이제동은 자신 이름의 마지막 글자와 동맥경화를 합친 이제동맥경화라는 별명을 얻게 되었다. 이겼지만, 이 경기가 너무 창피했다고 한다.
- 이제동네북 - 2010 박카스 스타리그에서 구성훈에게 패한 뒤 구성훈이 보여준 '북 치는' 세레모니 때문에 붙여진 별명이다.

## 각 종족 상대 플레이 스타일

### 저그전
이제동이 역대 최강의 저그로 평가받을 수 있었던 것은 무엇보다 대 저그전의 강력함이었다. 특히 전성기 시절에는 승률 80%를 훌쩍 넘는 엄청난 모습을 보여주었다. 저그전에서의 플레이 스타일은, 무엇보다 컨트롤에 비중을 두었다는 것이다. 빌드가 불리하게 출발할 경우에도 (예를 들어, 9드론 대 12드론 앞마당) 컨트롤로 극복해내는 모습은 거의 압권이었다. 뮤탈 싸움에서 세밀한 컨트롤로 스커지를 일점사하는 모습은 그만큼 이제동이 엄청난 피지컬을 기반하고 있다는 것을 보여 준다. 2006년 데뷔 후 프로리그에서 대 저그전 11승을 달리면서 당시 저그전에서의 최강자로 우뚝 올라선 이제동은 이후 2010년까지 공식전에서 모두 7할 이상의 승률을 보여주었으며, 한때 '저그로는 이제동을 꺾을 수 없다'라는 말이 나오기도 하였다.
- 2006년 저그전 성적 : 11승 4패(73.3%)
- 2007년 저그전 성적 : 15승 3패(83.3%)
- 2008년 저그전 성적 : 17승 3패(85%)
- 2009년 저그전 성적 : 48승 15패(76.2%)
- 2010년 저그전 성적 : 40승 13패(75.5%)
- 2011년 저그전 성적 : 17승 14패(54.8%)
  - 공식전 통산 155승 58패(72.8%) / 비공식전 포함 통산 194승 70패(73.5%)

### 테란전
지금은 영구 제명된 마재윤 이후 이제동은 새로운 테란전 최강자로 떠올랐는데, 데뷔 초부터 뮤탈리스크 컨트롤만으로 주요 테란 게이머들을 압도하였다. 이후 브루드 워 후반기 대 테란전은 결국 이제동만이 책임졌다. 플레이 스타일은 주로 뮤탈리스크 컨트롤에 무게를 둔 공격적인 저그이다. 보통 초반에 저글링과 뮤탈리스크 컨트롤로 상대방의 병력이나 일꾼을 집요하게 견제하면서 3가스를 확보하고, 이후 하이브 테크로 넘어가는 방식이다. 전략과 운영, 빌드 오더, 심리전까지 모두 탄탄하며 다전제 판짜기도 능해 저그가 불리한 맵에서도 곧잘 테란을 격파하곤 했다. 브루드 워 공식전 대 테란전 승률이 60%가 넘는 유일한 저그 게이머이다.
- 2006년 테란전 성적 : 8승 3패(72.7%)
- 2007년 테란전 성적 : 25승 13패(65.8%)
- 2008년 테란전 성적 : 26승 19패(57.8%)
- 2009년 테란전 성적 : 36승 21패(63.2%)
- 2010년 테란전 성적 : 31승 25패(55.4%)
- 2011년 테란전 성적 : 26승 6패(81.2%)
  - 공식전 통산 152승 92패(62.8%) / 비공식전 포함 통산 211승 119패(63.9%)

### 프로토스전
데뷔 당시, 프로토스전이 약점이라는 평가를 받았으나, 2007-8년 양대리그에서 송병구와 김구현을 꺾고 우승, 프로토스전 최강자로 인정받았다. 여러 난전을 벌이면서도 그 와중에 상대방의 멀티를 견제하는 능력은 뛰어나며, 자신의 주특기인 뮤탈리스크 컨트롤로 하이템플러를 저격하고 히드라 물량으로 밀어 붙이는 것 또한 매우 뛰어나다. 현재 대 토스전 최다 연승(17연승)기록을 가지고 있으며 김택용, 송병구 이외엔 딱히 적수를 찾기 어려울 정도로 프로토스전이 뛰어난 편이다. 또, 신인 시절 안기효에게 한 차례 다전제 패배 이후 단 한번도 대 프로토스전 다전제 패배가 없다.
- 2006년 토스전 성적 : 7승 4패(63.6%)
- 2007년 토스전 성적 : 15승 13패(53.6%)
- 2008년 토스전 성적 : 19승 9패(67.9%)
- 2009년 토스전 성적 : 21승 7패(75%)
- 2010년 토스전 성적 : 29승 7패(80.6%)
- 2011년 토스전 성적 : 13승 11패(54.2%)
  - 공식전 통산 108승 53패(67.1%) / 비공식전 포함 통산 169승 76패(69.0%)

## 주요 선수들과의 관계

#### 이영호
이제동과 함께 둘 다 '이'씨 성을 가져 리쌍으로 불리며, 이들의 대결을 리쌍록으로 부른다. 이제동과 최대의 라이벌 구도를 형성하고 있는 대표적인 스타크래프트 선수이다. 현역 기준, 통산 상대 전적은 29:28로 이제동이 근소 우위이다.(스타1 25:27 이영호 우세, 스타2 4:1 이제동 우세) 2008년 초, 이제동과 이영호는 같은 시기에 진행된 3개의 개인리그(곰TV MSL 시즌4, 박카스 스타리그 2008, XNOTE-인텔센트리노 곰TV 스타 인비테이셔널)에서 차례로 맞붙었는데, 공교롭게도 모두 8강이었다. MSL에선 이제동이 3:1로 승리했고, 스타리그 및 인비테이셔널에선 이영호가 각각 2:1로 승리했다. 당시 이영호를 꺾고 올라간 이제동은 MSL에서 우승을 차지했고, 이제동을 꺾고 올라간 이영호는 스타리그, 인비테이셔널 우승을 차지했다. 나란히 우승컵을 들어올린 두 선수는 임이최마로 대표되던 본좌시대의 폐막을 알리며, 그 성을 딴 '리쌍시대'를 통해 현재 스타크래프트를 대표하는 최대의 라이벌로서 새로운 구도를 형성했다.
재미있는 사실은, 한동안 양 선수간의 5전제에선 이제동이, 3전제에선 이영호가 모두 이겼다는 점이다. 이 징크스는 오랜 기간 동안 이어졌는데, 2009년 12월에 있었던 EVER 스타리그 2009 8강(3전제)에선 이영호가 2:0 승리를, 2010년 1월에 펼쳐진 NATE MSL 2009 결승전(5전제)에선 이제동이 3:1 승리를 거두며 징크스를 지속시켰다. 그러나 2010년 5월, 이영호가 하나대투증권 MSL 2010 결승전(5전제)에서 3:0 승리를 거두면서, 마침내 두 선수 사이의 다전제 징크스는 깨지게 되었다. WCG 2010 한국대표 선발전에서 양선수의 진출이 확정된 상태에서 이제동이 2:1로 승리하면서 3전제에서 이영호를 상대로 첫 승리를 거두었다. 빅파일 MSL 2010 4강에서 이재호를 꺾고 결승에 올랐으나 3연속으로 열린 리쌍록 결승전에서 이영호에게 2:3으로 패배하였고, 대한항공 스타리그 2010 시즌2 결승에서 다시 맞불었지만 3:1로 패배해 준우승에 머물렀다. WCG 2010 그랜드 파이널 4강전에서 이제동과 이영호의 매치가 다시 성사되었으나 이영호가 2:1로 승리하며 다전제에서의 연패를 기록했다.
하지만 2011년 4월 21일 ABC마트 MSL 2011 32강 승자전에서 지금까지 당한 패배를 복수하는 듯 압도적인 경기력으로 이영호에 승리를 거두면서 연패를 끊었으며, 신한은행 프로리그 10-11 5라운드에서도 압승을 거두며 반격의 발판을 마련하였다. 6라운드에서 이제동은 저그전 9연승 중인 이영호를 다시 만나 또 승리를 거두었고, 이어진 진에어 스타리그 2011 듀얼토너먼트에서 이제동이 이영호를 또 다시 꺾어내며 이영호를 상대로 4연승을 하였다. 2010년 이후 이영호가 이제동을 결승이나 다전제에서 여러 번 격침시켰으나, 그 전에는 이제동이 이영호에 상대전적에서 앞섰고, 또 이제동 역시 프로리그나 듀얼 토너먼트 같은 단판제에서 대부분 이영호를 꺾어냈기 때문에 상대 전적에서 대등한 모습을 보였다. 또한 이제동은 2013년 1월 6일에 열린 GSL 승강전에서 이영호를 꺾어내며, 스타2 첫 리쌍록에서도 승리를 거뒀다. 또한 군단의 심장으로 전환 후 처음 만나서도 승리하여, 동률까지 따라잡았다. 2015년 11월 9일, 삼성동 코엑스 공허의 유산 런칭 이벤트에서 리쌍록 매치가 결정되면서 근 2년 반만에 다시 리쌍록이 성사되었고 오랜만에 찾아온 리쌍록의 승자는 이영호였다.
이후 얼마 뒤 2015년 11월 19일 중국에서 열린 GPL 인비테이셔널 패자전 2라운드에서 이제동은 이영호를 2-0으로 꺾고 공허의 유산 공식전에서 승리를 거둠으로써 현역 시절 마지막 리쌍록의 승리자가 됐다.
은퇴 이후 2017년 1월 17일, 1835일 만에 이 두 선수가 아프리카 스타리그 시즌2 4강에서 브루드 워 다전제로 다시 맞붙었고 접전 끝에 2:3으로 이영호가 승리하였다. 그리고 2018년 10월 4일, 아프리카 스타리그 시즌6 16강에서 다시 만난 두 선수는 오프라인 대회의 사실상 마지막 리쌍록에서 나란히 1승 1패를 주고 받았다. (참고로, kespa 공식전에는 포함이 되지 않는다.)

#### 김택용
공식전 다전제에선 만난 적이 없다. 대체로 개인리그에선 이제동, 프로리그에선 김택용이 더 많은 승리를 기록했다. 두 선수는 곰TV MSL 시즌4 32강 B조 1경기에서 공식전 첫 만남을 가졌다. 이 때 이제동은 엄청난 근성과 운영을 바탕으로 김택용을 상대로 대역전승을 거뒀다. 이후 아레나 MSL 2008에서 김택용이 이제동에게 도전장을 내밀었으나 32강 A조에서 이제동에게만 2패를 당하며 2회연속 32강 탈락이라는 수모를 겪었다. 이후 신한은행 프로리그 08-09 2라운드 에이스결정전에서 이제동이 다시 한번 승리를 거두며 상대전적이 많이 벌어졌으나 이후 김택용이 이제동을 상대로 공식전 5연승을 거두며 김택용이 약간 앞섰으나 신한은행 위너스리그 10-11 4라운드에서 이제동이 승리하여 다시 상대전적 상 동률이 되었고 공식전 전적도 5:7로 뒤쫓기 시작했다. 이후,위너스리그 플레이오프에서 만나 김택용이 승리하여 다시 상대전적을 벌려놓았다. 또한 5라운드에서도 김택용이 압승을 거두며 상대전적 격차는 더더욱 벌어지게 되었다. 특히 이날 경기는 김택용이 이제동의 모든 오버로드를 죽이는 압도적인 경기 내용이었다. 비공식전 다전제였던 곰TV TG삼보-인텔 클래식 스페셜 매치, WCG 2009 그랜드 파이널 스타크래프트 부문 4강에선 이제동이 각각 3:2, 2:0으로 승리를 거둔 바 있다. 상대전적 공식전만으로는 5:9열세, 비공식전까지 합친 결과로는 10:12로 이제동이 열세다. 결국 김택용이 먼저 은퇴를 선언하면서 이 둘의 다전제의 만남과 프로게이머로의 만남은 이제 없다.

#### 송병구
상대전적 공식전만의 기록은 10:10, 비공식전까지 포함한 기록은 17:17로 동률이다. EVER 스타리그 2007 결승전을 비롯, 다전제에서 여러 차례 대결하며 30전 이상의 전적을 쌓았다. 에버 스타리그 2007 결승전, BATOO 스타리그 08~09 8강, 대한항공 스타리그 2010 시즌2 4강에서 맞붙어서 각각 3:1, 2:1, 3:2로 이제동이 모두 승리하였고 WCG 결승전과 E스타즈등의 대회에서 이제동이 2:1로 승리하였지만 WCG 선발전과 프로리그에선 송병구가 모두 승리를 차지했다. 주로 다전제에서는 이제동이 승리를 거뒀으며,프로리그를 포함한 단판제에서는 송병구가 승리를 거둔 구도이다.

#### 정명훈
짧은 기간 동안 많은 대결을 펼치며 새로운 라이벌 관계로 부각되었다. 특히 비중 있는 경기에서 자주 마주치며 매 경기마다 화제를 모았고, 팬들은 두 선수의 대결에 명동록, 훈제록 등의 이름을 붙였다. 첫 대결이었던 신한은행 프로리그 08-09 2라운드 경기에선 인스네어와 다크스웜이라는 '입스타 조합'을 선보인 이제동이 압승을 거두었다. 이후 BATOO 스타리그 08~09 결승에서도 3:2 리버스 스윕 우승을 차지, 상대전적상 우위를 점했다.이후 프로리그에서 한 경기를 만회한 정명훈은 광안리에서 펼쳐진 신한은행 프로리그 08-09 결승에서 이제동을 두 번 꺾으며 SK 텔레콤 T1의 우승과 결승전 MVP를 동시에 거머쥐었다. 특히 2회차 에이스 결정전에서 임요환이 고안한 벙커링 전략을 성공시키며 이제동과 화승 OZ의 팬들을 패닉에 빠뜨렸다.광안리 결승 5일 후 펼쳐진 박카스 스타리그 2009 4강에선 이제동이 4드론 스포닝풀 빌드와 9드론 발업 저글링으로 3~4 경기를 연이어 잡아내며 3:1로 역전, 재차 설욕에 성공했다. 신한은행 프로리그 09-10 4라운드 ACE결정전에서 이제동이 승리를 차지하였으나 신한은행프로리그 09-10 올스타전에서 패하며 다시 1경기차로 전적이 좁혀졌다. 하지만 신한은행 위너스리그 10-11 4라운드에서 이제동이 정명훈의 올킬을 저지하고 위너스리그 플레이오프에서도 승리, 공식전에서는 이제동이 7연승을 달리고 있었다. 그러나 SK플래닛 스타크래프트 프로리그 시즌2 포스트시즌 준플레이오프 1차전 후반전 1세트에서는 정명훈전 연승이 끊겼고 SK플래닛 스타크래프트 II 프로리그 12-13 프로리그 5라운드에서 또 패했다. 이로써 상대 전적에서 공식전만의 기록은 11:8, 비공식전까지 포함한 기록은 11:9로 앞서게 되었다.

#### 허영무
상대전적은 공식전만으로는 5:3, 비공식전까지 포함해도 11:4로 이제동이 압도적으로 앞선다. 2006 2차 MBC Movies배 서바이버 예선 18조 4강에서 2:0으로 승리하였고, 신한은행 프로리그 2007 전기리그에서 1라운드와 2라운드 두차례 맞붙어 모두 승리했고, e스타즈 월드토너먼트 결승전에서도 2:1로 승리하며 우승했고, TG삼보-인텔 클래식 시즌1 16강에서도 2:0으로 승리하며 8강에 진출했고, 신한은행 프로리그 10-11에서도 1라운드와 2라운드, 6라운드 세차례 맞붙어 역시 모두 승리했다. 그러나 SK플래닛 스타크래프트 프로리그 시즌2에서 허영무전 연승이 끊겼다. SK플래닛 스타크래프트 II 프로리그 12-13 5라운드와 6라운드에서도 패했다.

### 기타
김윤환 : 상대 전적은 7:4로 이제동이 앞서고 있다. 신한은행 프로리그에서 처음으로 만난 두 선수의 경기에서 당시 저그전에서 막강한 포스를 자랑하고 있던 이제동이 완승을 거뒀다. 이후 둘은 아발론 MSL 4강에서 만나게 됐는데, 비록 신한은행 프로리그 08-09 결승전에서 3패를 기록했던 이제동이었지만, 저그전에서의 강력한 모습 때문에 대부분 이제동의 승리를 예상했다. 하지만, 김윤환은 역으로 심리전에서 이제동을 압도하며 3-1 역전승, 상대전적을 뒤집고 결승 진출에 성공하게 됐다. 그러나 하나대투증권 MSL 2010 4강에서 김윤환과의 리매치에서 김윤환에게 3-1로 승리하며 작년 아발론 MSL 4강에서의 패배를 설욕했다. 박카스 스타리그 2010 16강에서도 맞붙었고 다시 한번 이제동이 승리하였다.
김정우 : 박카스 스타리그 2009 16강까지 이제동이 상대전적 3:1로 앞서있었으나 곰TV 클래식 S3 8강에선 김정우가 2-0 승리를 거두어 상대전적에서 동률을 맞쳤다. 그러나, 이후 김정우의 부진과 맞물려 이제동이 다시 3연승을 거두었으나, 위너스리그에서 김정우에게 패했고 WCG 2010 국가대표 선발전 4강에서 김정우에게 2:0으로 승리했다. 김정우는 은퇴 이후 2011년 3월 20일자로 다시 복귀했다. (현재 CJ 엔투스 소속).SK플래닛 스타크래프트 프로리그 시즌 1에서는 이제동이 김정우에게 패했다. 그러나 sk플래닛 스타크래프트 프로리그 시즌2에서 자신의 스타1 마지막 저그전을 김정우와 치른 이제동은 김정우를 승리 제물로 삼았고 상대전적은 공식전만으로는 9:3, 비공식전 포함까지도 11:5로 이제동이 우세하다.
이재호 : 저그전 고승률을 보유하고 있는 저그전 스페셜리스트 이재호는 테란킬러 이제동과 2007년 11월 EVER 스타리그 2007 8강에서 처음 만난 뒤로 경기 내적으로 흥미로운 매치를 선보이고 있다. 이제동의 프로리그 천적으로도 불린다. 하지만 개인리그에서는 이제동의 승률이 높다. 대표적으로 빅파일 MSL 2010 4강전에서 3:2로 승리한 바 있다. 상대전적은 공식전만으로는 10:10 타이이나, 비공식전까지 포함하면 12:11로 이제동이 약간 우세하다.
김구현 : 김구현과의 만남은 2007년 신한은행 프로리그 전기리그 때부터 시작이었다. 이날 경기에서는 이제동이 승리했고 이후 2008년 3월 곰TV MSL시즌4 결승전에서 만났지만 이제동이 우승을 차지했다. 상대전적에서 4:1로 앞섰지만 그해 11월 신한은행 프로리그 08-09에서 에이스 결정전에서 김구현 에게 패배한 뒤 12월에도 김구현과의 대결에서 패배해서 상대전적을 4:3까지 추격당했지만 이후 BATOO 스타리그 08~09 16강 풀리그 경기부터 시작, 프로리그에서 3번 맞붙어서 전부 승리한 후 아발론 온라인 MSL 2009 16강, 네이트 MSL 2009 4강에서 각각 2:0, 3:0:으로 완승, 빅파일 MSL 2010 16강 1세트까지 이제동이 상대전적 10연승을 기록했다. 2세트에서 김구현에게 패하면서 10연승에서 끊겼지만 3세트에서 김구현을 꺾으면서 8강진출에 성공했고 상대전적에서 15:4로 크게 앞서 있다.
신상문 : 상대전적 공식전만으로는 6:2, 비공식전 포함 기록은 10:3으로 이제동이 우세다. 저그전을 잘하기로 평가받는 신상문이지만 이제동을 만났을때에는 경기력에서 압도당하며 패배하였다. 하지만 2011년 이후로는 신상문이 이제동을 상대로 공식전만으로 2연승 중이다. 그 후 2012년 6월, 비공식전인 MLG 4강에서는 신상문에 2:1로 승리했다.
전태양 : 이제동과 전태양의 만남은 신한은행 프로리그 2007 후기리그에서 시작했다. 그 당시에는 이제동이 전태양에게 승리했으며 이후 2번의 프로리그 경기에서도 승리를 거두었다. 그러나 대한항공 스타리그 2010 Season 1 36강에서 전태양이 2:0으로 이제동을 셧아웃시키며 16강에 진출했으며, 이를 설욕하기 위해 하나대투증권 MSL 2010에서 탑시드의 권한으로 전태양을 자신이 속한 A조에 포진시켰다. 하지만 복수를 꿈꾸던 이제동은 다시 한번 전태양에게 무릎을 꿇고 말았다. 09-10 프로리그 5라운드에서 다시 만났고 이날경기는 이제동이 승리하였다. 2011년 1월 10일 신한은행위너스리그 10-11에서 이제동이 근성의 경기력으로 역전에 성공하며 팀의 승리를 확정짓고 상대전적도 더욱 벌렸다. 상대전적은 6:3으로 이제동이 앞서있다. 재미있는 사실은 프로리그에서는 이제동이 6번, 개인리그에서는 전태양이 3번 이겼다는 것.
김대엽 : 김대엽은 KT의 프로토스 에이스이지만 이제동에게는 초창기에는 한 번도 승리한 적이 없었다. 첫 만남인 네이트 MSL 2009 32강에서 패한 후 8강 리매치에서 0:3 완패를 당하고 이후 프로리그에서 모두 패배, 피디팝 MSL 2010 32강에서까지 패하며 상대전적이 7:0으로 이제동이 매우 앞섰었다. 그러나 SK플래닛 스타크래프트 프로리그 시즌2 2라운드 KT전 전반전 1세트에서 처음으로 김대엽에 패했으며 3라운드 에이스 결정전에서도 김대엽에 패했다. 그리고 SK플래닛 스타크래프트 II 프로리그 12-13 1라운드에서 또 패하면서 7:3이 되어버렸다. 군단의 심장으로 진행된 4라운드에서도 이제동이 패배하여 7:4로 김대엽이 맹추격 중이다.
한동욱 : 이제동은 데뷔 초부터 특유의 뮤탈리스크 컨트롤을 앞세워 높은 테란전 승률을 기록했다. 그러나 한동욱만큼은 유독 이제동에게 강한 모습을 보였는데, SKY 프로리그 2006 전기리그에서의 첫 대결 이래로 비공식전까지 포함한 다섯 경기를 내리 승리하며 천적으로 자리매김했다. 2009년 2월 11일, 이제동은 공군 ACE와의 위너스 리그 3세트에서 한동욱을 꺾으며 상대전적 전패 기록을 끊어냈지만 통산 전적은 여전히 공식전만은 1:4, 비공식까지 포함한 기록은 1:5로 크게 벌어져 있다. 한동욱의 은퇴로 이 격차는 좁혀질 수 없게 되었다. 박지수와 함께 이제동의 천적테란이라 봐도 무방하다.
전상욱 : 이제동과 전상욱은 하나대투증권 MSL 2010 8강에서 처음 만났다. 당시 전상욱은 완전히 기억속에서 지워지다가 부활을 할 정도로 엄청난 기세를 뽐내고 있었다. 특히 1세트 오드아이2에서 이제동과 명승부끝에 패배하는 등 확실히 부활한 모습을 보여주었다. 그러나 남은 세트는 무기력하게 패배, 이후 피디팝 MSL 2010 16강에서도 만났으나 0:2로 패배한 후 신한은행 위너스리그 10-11에서도 패배하면서 상대전적이 6:0으로 더 벌어져있다. 전상욱이 은퇴하면서 두선수는 이제 더 이상 만날 기회가 없다. 여담으로 신상문은 이제동에 전패중이었을 때도 처음으로 이제동을 잡기도 했지만, 전상욱은 은퇴할때까지 이제동을 잡질 못했다.
이승석: 저그전에 뛰어난 이제동이지만, 이승석에게는 맥을 못 추고 있다. 이 둘의 맞대결은 신한은행 프로리그 09-10 시즌에서 이뤄졌는데, 이승석은 침착한 경기력으로 이제동을 제압했다. 이후 신한은행 위너스리그 10-11에선 정명훈이 3킬을 기록했으나, 이제동이 역3킬을 기록하면서 SKT가 수세에 몰린 상황에서, 이승석이 출전해 뮤탈-스커지-저글링 협공으로 이제동을 완파했다. 하지만 최근 신한은행 위너스리그 10-11플레이오프에서 이제동이 이승석을 완파하며 설욕에 성공했다. 그러나 SK플래닛 스타크래프트 II 프로리그 12-13 1라운드에서 또 패했다. 상대전적은 3:1로 이승석이 우위.
조일장: 상대전적은 5:0으로 월등하게 이제동이 앞서있다. 바투 스타리그 08-09 4강전에서 조일장을 셧아웃시키며 결승전에 갔고, 이후 신한은행 프로리그 10-11 1라운드 STX전 4세트, 다시 신한은행 프로리그 10-11 2라운드 STX전 4세트도 승리하였다. 조일장관 SK플래닛 스타크래프트 프로리그 시즌2 시즌부터 같은 제8게임단 소속으로써, 개인리그 외엔 만날 일이 없었으나 조일장이 사실상 은퇴하면서 영구히 만날 일이 없어지게 되었다.
변형태: 상대전적은 역시 5:0으로 월등하게 이제동이 앞서있다. 테란전 승률이 높은 이제동은 저그전 승률이 낮은 변형태에게 예전부터 매우 강한 모습을 보였는데, 신한은행 프로리그 2007 후기리그 2라운드 CJ전 1세트에서 이제동 승리, 신한은행 프로리그 2007 후기리그 결승전 CJ전 1세트도 이제동 승리, 신한은행 프로리그 08-09 3라운드 CJ전 5세트도 이제동 승리, 신한은행 프로리그 08-09 3라운드 위너스리그 결승전 CJ전 2세트도 이제동 승리, 신한은행 프로리그 09-10 3라운드 CJ전 1세트도 이제동이 승리하였다. 변형태의 은퇴로 다신 맞붙을 수가 없다.
박지수: 상대전적은 1:4로 밀린다. 같은 팀 소속이었을 때는 아레나 MSL 2008 결승전에서 만났었는데 당시 박지수에 셧아웃당하며 준우승에 그쳤다. 1년뒤 부진했던 박지수가 KTF 매직엔스(현재 KT 롤스터)로 이적했을 때는 신한은행 프로리그 08-09 3라운드 플레이오프 2세트에서 만나 이제동이 승리하며 올킬을 기록하였다. 그러나 다시 1년뒤 신한은행 프로리그 09-10 4라운드 KT전 1세트에서 또 패배하면서 지금의 상대전적이 되었다. 한동욱과 함께 이제동의 천적테란이라 봐도 무방할 듯 하다. 박지수가 갑자기 은퇴하면서 이제 둘은 더는 만날 일이 없다.
김재춘: 상대전적 4:0으로 전승이다. 두선수는 KeSPA컵 2007 16강 팬택EX전 3세트에서 이제동이 승리, 신한은행 프로리그 08-09 1라운드 KTF전 3세트에서도 이제동이 승리, NATE MSL 2009 16강 1차전과 2차전에서 연속으로 이제동이 승리하였다. 김재춘의 은퇴로 둘은 이젠 만날 일이 없다.
진영화: 상대전적 공식전만 보면 5:2, 비공식전까지 합치면 7:3으로 앞서 있다. 두선수는 신한은행 프로리그 08-09 4라운드에서 처음 만났는데 이때는 진영화가 승리하였고, 그러나 나흘뒤 TG삼보-인텔 클래식 시즌3 64강 2라운드에선 이제동이 2:1로 승리하였고, 아발론 온라인 MSL 2009 32강 F조 2경기에서는 다시 진영화가 승리하면서 진영화가 공식전만 2전전승이었다. 하지만 2주 뒤 최종전에서 다시 만났는데, 이때는 이제동이 승리하면서 공식전 전패를 끊어냈고 더불어 16강도 진출하였다. 그 뒤 에버 스타리그 2009 16강 A조 5경기, 신한은행 프로리그 09-10 2라운드, 대한항공 스타리그 2010 시즌2 36강 L조 1차전과 2차전을 연속으로 승리하면서 현재 이제동이 진영화전 5연승 중이다. 진영화가 제8게임단으로 이적하여 SK플래닛 스타크래프트 프로리그 시즌2부터 둘의 경기는 개인리그에서만 볼 수 있다. 그러나 진영화가 사실상 은퇴를 선언하며 더이상은 완전히 둘의 경기는 볼 수 없다.
신노열: 상대전적 9:2로 완벽히 앞서있다. 두선수는 신한은행 프로리그 08-09 1라운드에서 처음 만나 신노열이 승리했지만, 이후 9경기에서는 모두 이제동이 승리하면서 이제동이 신노열전 9연승을 이어가고 있는 중이었다가 SK플래닛 스타크래프트 II 프로리그 12-13 3라운드에서 패하면서 9연승 행진이 종료됐다.(연승행진을 이어가던 경기중에는 프로리그가 8경기였고 개인리그는 빅파일 MSL 2010 32강 B조 승자전 한경기였다.)
김성대: 상대전적 3:0으로 앞서있다. 두선수는 대한항공 스타리그 2010 시즌2에서 만났는데, 1주일 간격으로 열린 8강 A조 1경기와 2경기를 연속으로 승리하면서 이제동이 4강에 진출했고, 김성대는 로열로더의 꿈을 접게 되었다. 이듬해 김성대를 신한은행 프로리그 10-11 4라운드 KT전 5세트에서 다시 만났는데 이때는 다시 이제동이 승리하였다.
염보성: 상대전적 12:7로 앞서있다. SK플래닛 스타크래프트 프로리그 시즌1에서부터는 두선수 다 이전에 속해있던 팀들이 해체돼서 같은 팀이 되었으므로 개인리그나 스페셜 경기 외에는 만날 일이 없지만, 서로 다른 팀일 때는 19차례나 만났었다. 두선수는 2006 3차 듀얼토너먼트 C조 1경기에서 처음 만났는데, 이때는 이제동이 승리하였고, 11차 MSL 서바이버 토너먼트 B조 패자전에서는 염보성이 승리, 1차 스타챌린지 2007 시드결정전 6강에서는 이제동이 2:1로 승리했다. 이후 신한은행 프로리그 2007 후기리그 2라운드 MBC게임전 4세트에서는 염보성이 승리, 박카스 스타리그 2008 16강에서는 A조 조별리그 3경기와 재경기 1경기를 모두 이제동이 승리하며 8강에 진출했고, 신한은행 프로리그 08-09 2라운드 MBC게임전 1세트에서는 염보성(이제동은 패했지만 뒤의 선수들이 내리 3개의 세트를 따내며 3:1로 승리), 신한은행 프로리그 09-10 2라운드 MBC게임전 3세트에서도 염보성이 승리하였다. 그러나 5라운드 MBC게임전 2세트에서는 이제동이 승리하였고(MBC게임은 이경기에서 3:0 셧아웃을 당하면서 최종순위를 4위로 마쳤다.), 대한항공 스타리그 2010 시즌2 16강 C조 2경기에서는 염보성, 빅파일 MSL 2010 8강 D조 경기에서는 이제동이 3:1로 승리하며 4강에 진출했다. 그 후 신한은행 프로리그 10-11 3라운드 MBC게임전 3세트에서도 이제동, ABC마트 MSL 2011 D조 1경기에서도 이제동, 신한은행 프로리그 10-11 6라운드 MBC게임전 7세트에서도 이제동이 승리하면서 현재 이제동은 염보성전 6연승. 염보성이 은퇴하면서 이 전적은 두 번 다시 변함없게 되었다.
조병세: 상대전적 5:2로 앞서 있다. 진영화에게 공식전만의 기준으로 앞서있는 스코어와 똑같다. 2008 서바이버 토너먼트 시즌3 11조 1경기와 최종전에서 연속으로 조병세를 잡으며 MSL에 진출했다. 하지만 신한은행 프로리그 08-09 3라운드 CJ전 6세트와 결승전(위너스리그) CJ전 4세트에서 패하기도 했다.(여기서 패배하면서 화승은 올킬을 할 수도 있는 절호의 기회였지만, 되레 조병세에게 올킬을 당하면서 준우승에 머물렀다.) 그렇지만 5라운드 CJ전 5세트에서 조병세에게 하루 2패의 수모를 안기며 팀을 승리로 이끌었고(조병세는 앞세트에서 손찬웅에게 패하고 에결에 출전했는데 또 패했다.), 신한은행 프로리그 09-10 4라운드 CJ전 1세트도 승리, 신한은행 프로리그 10-11 2라운드 CJ전에서도 승리하였다.
고인규: 고인규와는 고인규가 은퇴할때까지 접전을 계속 펼쳤었다. 먼저 두 선수는 비공식전이었던 수퍼루키 토너먼트 8강 C조에서 고인규가 2:0으로 승리하였고, 공식전에서는 신한은행 프로리그 2007 후기리그 2라운드 SKT전 2세트에서 처음 만났는데, 이때는 이제동이 승리하였다.(이날은 2008년 새해 첫날이었다.) 하지만 역시 이듬해 새해 첫날 2008 서바이버 토너먼트 시즌3 승자전에서 다시 만났는데, 이때는 고인규가 승리하고 가장 먼저 MSL에 진출하였다. 이후 아발론 온라인 MSL 2009 8강전에서 다시 만났는데, 이때는 고인규에 먼저 한세트를 내주긴 했지만, 끝내 이제동이 3:2로다가 접전 끝에 승리하며 4강에 진출했다. 5개월 뒤 신한은행 프로리그 09-10 2라운드 SKT전 3세트에서 다시 만났는데, 이때 이제동이 승리하며 팀을 3:0 완승을 이끌었다. 그 후 맞대결이 없다가, 고인규가 공군에 입대하고 치른 SK플래닛 스타크래프트 프로리그 시즌1 2라운드 공군전 3세트에서 다시 만났는데, 이때는 고인규에 패했다. 그러나 SK플래닛 스타크래프트 프로리그 시즌2 2라운드 공군전 전반전 1세트에서는 설욕했다. 그러나 3라운드 공군전 전반전 1세트에서는 다시 설욕당하는 등 양선수는 끝까지 맞붙기만 하면 아주 팽팽한 접전을 하였었다. 상대전적은 공식전은 6:5로 앞서 있으나 비공식전까지 합하면 6:7로 밀린다.
신대근: 저그전이 뛰어난 이제동이지만 신대근에게만큼은 열세이다. 이승석은 1:2라 별 차이가 없지만, 신대근에는 3:5로 밀려 있을 만큼 천적인 것이다. 처음 맞붙은 것은 신한은행 프로리그 08-09 2라운드 이스트로전. 이때 1세트에서 만나서 승리했다.(하지만 3세트부터 내리 패하면서 르까프는 이스트로에 리버스 스윕으로 패하고 만다.) 이어 4라운드 이스트로전 1세트에서는 패했고, 팀도 3:0 완패를 당하며 체면을 구겼다. 그러나 5라운드 이스트로전 2세트에서는 승리.(하지만 또다시 팀은 1:3으로 패한다.) 이어 신한은행 프로리그 09-10 3라운드 이스트로전 6세트에서도 패했고, 진에어 스타리그 2011 16강 D조 5경기에서도 패했고, 스타리그 2012 듀얼토너먼트 E조 패자전에서도 패하면서 스타리그 진출에 실패하고 말았다. 그리고 SK플래닛 스타크래프트 프로리그 시즌2 1라운드 STX전 전반전 1세트에서도 패하면서, 4연패를 당해 신대근은 이제동의 천적저그로 무방할 정도였다. 그러나 SK플래닛 스타크래프트 II 프로리그 12-13 1라운드 STX전 3세트에서 복수를 하며 연패를 끊었다.
박태민: 저그전의 강자 이제동은 은퇴하고 해설자로 일하는 박태민에게 매우 강세다. SKY 프로리그 2006 전기리그 2라운드 SKT전 4세트에서 승리했고, 그 뒤 비공식전이었던 e스타즈 월드토너먼트 16강에서 2:1로 승리하였고, 신한은행 프로리그 09-10 3라운드 공군전 1세트, 신한은행 프로리그 10-11 2라운드 공군전 3세트도 승리하였다. 상대전적 공식전만으로는 3:0, 비공식전까지 합치면 5:1 더 강세.
박성준: 투신 박성준과는 스타1에서 비공식전까지 포함해 다섯차례 만났었다. 첫만남은 SKY 프로리그 2006 후기리그 MBC게임전 2세트였는데, 이때는 이제동이 승리했고, 이어 비공식전인 WCG 2007 최종 대표선발전 16강 B조에서는 박성준에 0:2로 패했다. 그 뒤 곰TV MSL 시즌4 32강 B조 승자전, 2010 MSL 시즌1(후에 하나대투증권 MSL 2010으로 확정) 32강 A조 최종전도 모두 이제동이 승리하였다. 상대전적 역시 공식전만으로는 3:0, 비공식전까지는 3:2 강세. 스타2로의 종목전환으로 다시 만날 가능성이 생겼다.
차명환: 차명환에게는 매우 강세이다. 상대전적에서 공식전만으로는 5:1, 비공식전까지는 5:2로 앞서 있다. 본래는 신한은행 프로리그 08-09 4라운드 삼성전자전 3세트, 신한은행 프로리그 09-10 1라운드 삼성전자전 2세트, 4라운드 삼성전자전 3세트까지는 비공식전 포함해 앞서 있었으나, 대한항공 스타리그 2010 시즌2 오후조 36강 시드 와일드카드 8강 4경기에서는 차명환에 패하면서 비공식전까지 포함한 전승이 끊겼다. 그러나 5라운드 삼성전자전 1세트, 신한은행 프로리그 10-11 4라운드 삼성전자전 4세트에서 만나 모두 승리하였으며 신한은행 프로리그 10-11경기는 이제동이 올킬까지 한 경기였다. 그러나 5라운드 삼성전자전 5세트에서는 패배하면서 공식전에서의 상대 전적 전승 기록이 끊겼다.
이윤열: 이윤열에게는 약간 강세다. SKY 프로리그 2006 전기리그 팬택전 2세트에서 승리, 제2회 KeSPA컵 16강 팬택전 4세트에서도 승리하였다. 이어 비공식전인 제5회 슈퍼바이트 e스포츠 최강종족전 1라운드 1경기에서 이제동이 승리, 하지만 신한은행 프로리그 2007 전기리그 1라운드 팬택전 4세트에서는 이윤열에 패했다. 하지만 에버 스타리그 2007 16강 C조 4경기에서 다시 이윤열에 승리했고 XNOTE-인텔센트리노 곰TV 스타 인비테이셔널 16강 C조 4경기에서도 이제동이 승리했다. 상대전적 공식전만은 3:1, 비공식까지 포함하면 5:1로 더 강세. 이윤열의 스타2 전향으로 둘은 이제 더 이상 만날 일이 없다. 또 이윤열의 완전한 은퇴로 더이상은 완전 만날 일이 없다.
임동혁: 은퇴한 임동혁에게도 강세. 공식전에선 프로리그에서만 3차례 만났었는데, SKY 프로리그 2006 후기리그 팬택전 2세트에서 승리, e스타즈 월드토너먼트 32강 4조에서 2:1 승리, 바투 스타리그 08-09 예선 J조 결승에서도 2:1 승리하며 36강 본선 진출에 성공했다. 그 뒤 신한은행 프로리그 08-09 2라운드 위메이드전 2세트, 4라운드 위메이드전 3세트까지 모두 승리하면서 공식전만의 상대전적이 3:0, 비공식전까지 합친 상대전적은 7:2가 되었다. 임동혁이 은퇴를 했기에 이 전적은 더 이상 변함없다.
김기현: 김기현에게도 강세다. 신한은행 프로리그 10-11 4라운드 삼성전자전 1세트에서 승리하였고, ABC마트 MSL 2011 16강 G조 경기에서 이제동이 2:1로 승리하면서 8강 진출에 성공했다. 상대전적 3:1 강세.
김동주: 김동주에게도 강세였다. 신한은행 프로리그 2007 전기리그 1라운드 한빛전 1세트에서 승리했고, 2라운드 한빛전 2세트에서도 승리하였다. 그러나 2009 MSL 서바이버 토너먼트 시즌1 8조 1경기에서는 패하면서 탈락 위기까지 가기도 했으나, 최종전에서 다시 만나 설욕하면서 간신히 MSL 진출에 성공했다. 상대전적 역시 3:1 강세. 김동주가 은퇴를 하고 스타2에 있기 때문에, 이제 둘은 더는 만날 일이 없다.
도재욱: 도재욱과는 박카스 스타리그 2008 16강 A조 5경기에서 처음 만났는데, 이때 도재욱에 패했지만, 재경기 2경기에서는 다시 만나서 설욕했다. 그 뒤 비공식전인 WCG 2008 대표선발전 8강에서 2:1로 승리, 신한은행 프로리그 08-09 1라운드 SKT전 4세트에서 승리, 신한은행 프로리그 10-11 1라운드 SKT전 5세트에서 다시 승리, 그러나 SK플래닛 스타크래프트 프로리그 시즌1 1라운드 SKT전 4세트에서는 패했다. 그러나 SK플래닛 스타크래프트 프로리그 시즌2 2라운드 SKT전 후반전 1세트에서는 다시 설욕했다. 3라운드 SKT전 전반전 2세트에서도 승리. 상대전적은 공식전만으로는 5:2, 비공식전까지 합치면 7:3 우세.
이주영: 은퇴한 이주영과의 전적 역시 강세인데, 4:1로 앞서 있다. 프로리그에서만 5번 만났었는데, 신한은행 프로리그 2007 후기리그 2라운드 공군전 4세트에서 승리, 신한은행 프로리그 2008 1라운드 공군전 2세트에서도 승리했지만, 2라운드 공군전 2세트에서는 패했다. 여담으로 2라운드 공군전에서 패했을 때는 저그전 장기 연승 행진이 끊겼었다. 그러나 신한은행 프로리그 08-09 4라운드 공군전 2세트와 5라운드 공군전 1세트에서는 모두 승리했다. 이주영의 은퇴로 둘은 이제 더는 만날 일이 없다.
유준희: 유준희와의 전적은 공식전만으로는 1:0, 비공식전까지 합치면 3:0이다. 첫만남은 비공식전인 대한항공 스타리그 2010 시즌2 예선 S조 결승 1경기로 승리하면서 36강 본선 진출 성공, SK플래닛 스타크래프트 프로리그 시즌2 2라운드 삼성전자전 후반전 2세트에서도 승리했다.
이신형: 상대전적 공식전만으로는 4:2, 비공식전까지 합치면 5:2로 더 강력하다. 신한은행 프로리그 10-11 3라운드 STX전 5세트에서는 승리하며 팀의 승리도 확정, 그러나 5라운드 STX전 7세트에서는 패했는데, 2011년 5월에 이제동은 컨디션이 다소 좋지 않는 편이었다. 그러나 한달뒤 2011 스타리그 듀얼 A조 2경기에서는 승리, 경남 STX컵 - 마스터즈 2011 준결승전 화승전 2세트에서는 승리, SK플래닛 스타크래프트 프로리그 시즌2 3라운드 STX전 7세트에서도 이제동이 승리했다. 이신형은 이경기도 패하면서 당시 스타2 성적이 더 부진해졌었다. 그러나 SK플래닛 스타크래프트 II 프로리그 12-13 5라운드 STX전 3세트에서는 패했으나 6라운드 STX전 3세트에서는 설욕했다.
정윤종: 스타 1기준 0:1이며 패배는 stx컵에서 당한 1패, 항간에는 스1기록이 6:0으로 알려져있으나 이건 스2기록이 포함된것이며 스2에서도 마지막엔 이제동이 이겨서 2승을 해 2승 6패다. 스1,스2프로토스전이 강력한 이제동이지만, 이상하게 정윤종에게만큼은 약하다. 상대전적이 공식전만으로는 2:3, 비공식전까지 합쳐서는 0:6 더 약세다. 첫만남은 스타1 경남 - STX컵 마스터즈 2011 결승전 화승전 2세트로 이때 정윤종에 패했으며 스타1 전적은 이것이 단한판뿐이다. SK플래닛 스타크래프트 프로리그 시즌2 1라운드 SKT전 후반전 2세트에서도 패배, 3라운드 SKT전 7세트에서도 패했다. wcs에서도 정윤종에게 2:0으로 패배하고 만다. 포스트시즌 준플레이오프 2차전 전반전 2세트에서도 패배하였다. 이후 연패 기록을 2013 WCS Season 2 Finals 16강에서 2:0으로 이기며 연패를 끊는다.
김민철: 김민철과는 시소게임을 자주 펼쳤다. 상대전적은 6:3으로 3경기 앞서 있다. 첫만남인 신한은행 프로리그 10-11 2라운드 웅진전 2세트에서 이제동 승리, 그러나 4라운드 웅진전 6세트에서는 설욕당했고, 5라운드 웅진전 2세트에서 또 패했다. 그러나 SK플래닛 스타크래프트 프로리그 시즌1 3라운드 웅진전 2세트에선 이제동 승리, SK플래닛 스타크래프트 프로리그 시즌2 2라운드 웅진전 4세트에선 패했지만, 7세트 에이스 결정전에서는 설욕, 3라운드 웅진전 4세트에서도 승리, 새 시즌인 SK플래닛 스타크래프트 II 프로리그 12-13 2라운드 웅진전 4세트, 4라운드 웅진전 7세트에서도 승리하면서 현재 김민철전 4연승 중이다.

## 주요 기록

### 통산 전적
|             | 경기 | 승-패   | 승률  |
| ----------- | ---- | ------- | ----- |
| 대 테란     | 330  | 211–119 | 63.9% |
| 대 저그     | 264  | 194–70  | 73.5% |
| 대 프로토스 | 245  | 169–76  | 69.0% |
| 총합        | 839  | 574–265 | 68.4% |

### 역대 저그 중 통산 승률 1위
스타크래프트: 브루드 워 통산 승률이 68.4%로 이영호에 이어 역대 2위이자, 저그 중 1위이다. 종족별로 살펴보면 대 테란전, 대 저그전 승률 역대 1위이며, 대 프로토스 승률이 박성준에 이어 2위이다. 또한 공식전 기준, 3 종족전 승률이 모두 60%가 넘어가는 역대 유일의 저그 게이머이다.

### 역대 저그 중 최다 결승 진출 및 최다 우승
브루드 워 양대 개인 리그 총 9회 결승 진출로 이윤열에 이어 역대 2위이자, 저그 중 1위이다. 또한 총 5회 우승으로 역대 저그 최다 우승 기록을 보유하고 있다.

### 프로리그 통산 다승 1위이자, TOP 10 안의 유일한 저그
브루드 워 프로리그 통산 최다승 기록을 보유하고 있다. 240승으로 역대 1위이며, 뒤를 이어 233승의 이영호, 192승의 김택용, 191승의 송병구가 있다. 참고로, 다승 TOP 10 안의 저그 게이머는 이제동 뿐이다.

### 공식전 첫 역올킬
2009년 2월 17일, 이제동은 온게임넷 스파키즈(현 하이트 스파키즈)와의 신한은행 위너스 리그 08-09 경기에서 사상 첫 역올킬을 기록했다. 0:3으로 밀리고 있던 4세트에 출격한 이제동은 김창희, 박명수, 원종서, 신상문을 차례로 꺾으며 화승 OZ의 4:3 역전승을 이끌어냈다.
이제동의 역올킬은 승자연전제 방식의 7전 4선승제 최초의 공식 기록이며, 비공식 기록으로는 2003년 10월 8일, LG IBM배 팀리그 예선에서 최연성(당시 동양, 현 SK 텔레콤 T1)이 POS(현 MBC게임 히어로)를 상대로 역올킬을 달성한 바 있다.
신한은행 위너스 리그 08-09 화승 OZ 4:3 온게임넷 스파키즈 (2009.2.17)
- 1세트 : 이학주 패 vs 김창희 승 (신 청풍명월)
- 2세트 : 노영훈 패 vs 김창희 승 (메두사)
- 3세트 : 구성훈 패 vs 김창희 승 (데스티네이션)
- 4세트 : 이제동 승 vs 김창희 패 (러시 아워 3)
- 5세트 : 이제동 승 vs 박명수 패 (콜로세움 2)
- 6세트 : 이제동 승 vs 원종서 패 (안드로메다)
- 7세트 : 이제동 승 vs 신상문 패 (신 추풍령)

### 공식전 첫 포스트시즌 올킬
2009년 3월22일, KTF 매직엔스(현 KT 롤스터)와의 신한은행 위너스 리그 08-09 플레이오프에 선봉으로 출전한 이제동은 고강민, 박지수, 박찬수, 이영호를 연달아 꺾으며 화승 OZ의 4:0 승리를 이끌었다.
이는 승자연전제 방식이 도입된 공식 리그 최초의 포스트시즌 올킬 기록이다.
신한은행 위너스 리그 08-09 PO 화승 OZ 4:0 KTF 매직엔스 (2009.3.22)
- 1세트 : 이제동 승 vs 고강민 패 (안드로메다)
- 2세트 : 이제동 승 vs 박지수 패 (메두사)
- 3세트 : 이제동 승 vs 박찬수 패 (신 추풍령)
- 4세트 : 이제동 승 vs 이영호 패 (러시 아워 3)

### 단일 종족전 브루드 워 통산 최고 승률 대 저그전 73.5%
입단 첫 해인 2006년, 이제동은 대 저그전에 뛰어난 기량을 선보이며 11승 4패(승률 73.3%)의 좋은 성적을 거두었다. 이후로도 2011년을 제외하곤 매년 저그전 승률 7~80%대를 유지하였으며, 대부분의 저그 선수들에게 상대 전적 상의 우위를 점하고 있다. 높은 동족전 성적 때문에 '저그의 폭군'이라 불리기도 한다. 이제동의 대 저그전 통산 승률 73.5%는 브루드 워 단일 종족전 중 가장 높은 승률이다.
- 2006년 저그전 성적 : 11승 4패 (승률 73.3%)
- 2007년 저그전 성적 : 15승 3패 (승률 83.3%)
- 2008년 저그전 성적 : 17승 3패 (승률 85.0%)
- 2009년 저그전 성적 : 52승 18패(승률 74.2%)
- 2010년 저그전 성적 : 40승 13패 (승률 75.5%)
- 2011년 저그전 성적 : 17승 14패 (승률 54.8%)

### Z vs P 연승 기록
이제동은 2009년 7월 11일 아발론 온라인 MSL 2009 16강에서 김구현을 꺾은 후 현재 대 토스전 17연승을 이어가면서 김명운을 제치고 대 프로토스전 연승 1위에 올랐다. 하지만 신한은행 프로리그 09-10 3R에서 송병구와의 접전 끝에 패배하며 17연승으로 마감하게 된다.
- 2009년 7월 11일 - 이제동 승 vs 김구현 패 (아발론 MSL 2009 16강 C조 1경기) → 대 토스전 연승 행진 시작
- 2009년 7월 16일 - 이제동 승 vs 김구현 패 (아발론 MSL 2009 16강 C조 2경기)
- 2009년 10월 14일 - 이제동 승 vs 김구현 패 (신한은행 프로리그 09-10 1R)
- 2009년 11월 23일 - 이제동 승 vs 신상호 패 (신한은행 프로리그 09-10 1R)
- 2009년 11월 25일 - 이제동 승 vs 박지호 패 (EVER 스타리그 2009 16강 A조 1경기)
- 2009년 12월 3일 - 이제동 승 vs 김대엽 패 (NATE MSL 2009 32강 D조 승자전)
- 2009년 12월 9일 - 이제동 승 vs 진영화 패 (EVER 스타리그 2009 16강 A조 5경기)
- 2009년 12월 26일 - 이제동 승 vs 진영화 패 (신한은행 프로리그 09-10 2R)
- 2009년 12월 31일 - 이제동 승 vs 김대엽 패 (NATE MSL 2009 8강 A조 1경기)
- 2010년 1월 2일 - 이제동 승 vs 서기수 패 (신한은행 프로리그 09-10 2R)
- 2010년 1월 9일 - 이제동 승 vs 김대엽 패 (NATE MSL 2009 8강 A조 2경기)
- 2010년 1월 9일 - 이제동 승 vs 김대엽 패 (NATE MSL 2009 8강 A조 3경기)
- 2010년 1월 11일 - 이제동 승 vs 김구현 패 (신한은행 프로리그 09-10 2R)
- 2010년 1월 16일 - 이제동 승 vs 김구현 패 (NATE MSL 2009 4강 2회차 1경기)
- 2010년 1월 16일 - 이제동 승 vs 김구현 패 (NATE MSL 2009 4강 2회차 2경기)
- 2010년 1월 16일 - 이제동 승 vs 김구현 패 (NATE MSL 2009 4강 2회차 3경기)
- 2010년 2월 1일 - 이제동 승 vs 윤용태 패 (신한은행 프로리그 09-10 3R)신용오름
- 2010년 2월 20일 - 이제동 패 vs 송병구 승 (신한은행 프로리그 09-10 3R)매치포인트 → 대 토스전 연승 종료

저그 공식경기 프로토스전 연승 순위
- 1위 이제동 - 17연승 2009-07-11 ~ 2010-02-20
- 2위 김명운 - 13연승 2009-05-08 ~ 2009-12-07
- 3위 박태민 - 11연승 2003-10-07 ~ 2004-10-11
- 4위 조용호 - 9연승 2002-04-09 ~ 2003-04-17
- 4위 김정우 - 9연승 2009-07-01 ~ 2009-12-29

덧붙여, 이제동의 대 저그전 공식전 연승 기록은 12연승으로 이영한과 함께 공동 1위이며, 대 테란전 공식전 연승 기록은 10연승으로 공동 1위 김정우, 홍진호에 이어 2위이다.

### 단일팀 상대 최다 연승 기록
이제동은 유독 위메이드 폭스, 하이트 스파키즈에 강한 면모를 보였는데 특히 위메이드 폭스 전 20연승, 하이트 스파키즈 전 19연승을 기록했다. 이 기록은 김택용의 대 위메이드전 14연승을 갱신한 기록이며 단일팀 상대 연승 1위와 2위이다. 하이트 스파키즈가 해체되었으므로 이제동의 기록은 전승으로 남게 되었다. 폭스전에선 신인 김준호에게 패배하여 연승 전승 기록이 깨지게 되었다. 위메이드 폭스도 해체돼서 폭스전 연승기록도 기록으로 남았다.
하이트 스파키즈 전 19연승
- 2008년 10월 4일 - 이제동 승 vs 김창희 패 (신한은행 프로리그 08-09 1R 5set)
- 2008년 12월 20일 - 이제동 승 vs 안준영 패 (신한은행 프로리그 08-09 2R 1set)
- 2008년 12월 20일 - 이제동 승 vs 안상원 패 (신한은행 프로리그 08-09 2R 5set)
- 2009년 2월 17일 - 이제동 승 vs 김창희 패 (신한은행 프로리그 08-09 3R 4set)
- 2009년 2월 17일 - 이제동 승 vs 박명수 패 (신한은행 프로리그 08-09 3R 5set)
- 2009년 2월 17일 - 이제동 승 vs 원종서 패 (신한은행 프로리그 08-09 3R 6set)
- 2009년 2월 17일 - 이제동 승 vs 신상문 패 (신한은행 프로리그 08-09 3R 7set)
- 2009년 4월 11일 - 이제동 승 vs 박명수 패 (신한은행 프로리그 08-09 4R 2set)
- 2009년 4월 11일 - 이제동 승 vs 박명수 패 (신한은행 프로리그 08-09 4R 5set)
- 2009년 6월 1일 - 이제동 승 vs 이경민 패 (신한은행 프로리그 08-09 5R 2set)
- 2009년 6월 1일 - 이제동 승 vs 신상문 패 (신한은행 프로리그 08-09 5R 5set)
- 2009년 12월 23일 - 이제동 승 vs 김상욱 패 (신한은행 프로리그 09-10 2R 3set)
- 2010년 3월 16일 - 이제동 승 vs 박명수 패 (신한은행 프로리그 09-10 3R 1set)
- 2010년 3월 16일 - 이제동 승 vs 김창희 패 (신한은행 프로리그 09-10 3R 2set)
- 2010년 3월 16일 - 이제동 승 vs 김상욱 패 (신한은행 프로리그 09-10 3R 3set)
- 2010년 3월 16일 - 이제동 승 vs 신상문 패 (신한은행 프로리그 09-10 3R 4set)
- 2010년 4월 24일 - 이제동 승 vs 이호준 패 (신한은행 프로리그 09-10 4R 1set)
- 2010년 4월 24일 - 이제동 승 vs 신상문 패 (신한은행 프로리그 09-10 4R 5set)
- 2010년 7월 10일 - 이제동 승 vs 김봉준 패 (신한은행 프로리그 09-10 5R 1set)

위메이드 폭스 전 20연승
- 2009년 1월 3일 - 이제동 승 vs 임동혁 패 (신한은행 프로리그 08-09 2R)
- 2009년 2월 23일 - 이제동 승 vs 박성균 패 (신한은행 프로리그 08-09 3R)
- 2009년 4월 26일 - 이제동 승 vs 임동혁 패 (신한은행 프로리그 08-09 4R)
- 2009년 6월 16일 - 이제동 승 vs 전태양 패 (신한은행 프로리그 08-09 5R)
- 2009년 11월 3일 - 이제동 승 vs 신노열 패 (신한은행 프로리그 09-10 1R)
- 2009년 12월 13일 - 이제동 승 vs 신노열 패 (신한은행 프로리그 09-10 2R)
- 2009년 12월 13일 - 이제동 승 vs 신노열 패 (신한은행 프로리그 09-10 2R)
- 2010년 3월 10일 - 이제동 승 vs 이영한 패 (신한은행 프로리그 09-10 3R)
- 2010년 3월 10일 - 이제동 승 vs 전태양 패 (신한은행 프로리그 09-10 3R)
- 2010년 3월 10일 - 이제동 승 vs 신노열 패 (신한은행 프로리그 09-10 3R)
- 2010년 4월 13일 - 이제동 승 vs 이영한 패 (신한은행 프로리그 09-10 4R)
- 2010년 4월 13일 - 이제동 승 vs 신노열 패 (신한은행 프로리그 09-10 4R)
- 2010년 6월 16일 - 이제동 승 vs 전태양 패 (신한은행 프로리그 09-10 5R)
- 2010년 11월 2일 - 이제동 승 vs 신노열 패 (신한은행 프로리그 10-11 1R)
- 2010년 12월 11일 - 이제동 승 vs 박세정 패 (신한은행 프로리그 10-11 2R)
- 2011년 1월 10일 - 이제동 승 vs 김준호 패 (신한은행 프로리그 10-11 3R)
- 2011년 1월 10일 - 이제동 승 vs 전상욱 패 (신한은행 프로리그 10-11 3R)
- 2011년 1월 10일 - 이제동 승 vs 전태양 패 (신한은행 프로리그 10-11 3R)
- 2011년 2월 27일 - 이제동 승 vs 신노열 패 (신한은행 프로리그 10-11 4R)
- 2011년 2월 27일 - 이제동 승 vs 전태양 패 (신한은행 프로리그 10-11 5R)

### 우승 관련 기록
EVER 스타리그 2007 우승 (2007.12.22)
- 스타리그 7번째 로열로더 (기욤 패트리-김동수-임요환-이윤열-박성준-오영종-이제동)
- 조정웅 감독(화승 OZ)이 배출한 두 번째 로열로더 (오영종-이제동)
- 가을의 전설 최초 저그 결승 진출 및 저그 우승으로 깨짐
- 화승 OZ(르까프 OZ, Plus)의 3년 연속 가을 시즌 스타리그 결승 멤버 배출
  - 2005년 가을 : 오영종 (So1 스타리그 우승)
  - 2006년 가을 : 오영종 (신한은행 스타리그 2006 시즌2 준우승)
  - 2007년 가을 : 이제동 (EVER 스타리그 2007 우승)
- 이제동은 브루드 워 양대 개인 리그 통틀어 마지막으로 로열로더에 등극한 선수이다.

곰TV MSL 시즌4 우승 (2008.03.08)
- 사상 5번째 양대 개인리그 우승 (임요환-이윤열-강민-최연성-이제동)
- 사상 5번째 MSL 1회 우승(임요환-이윤열-강민-최연성-이제동)
- 사상 3번째 동일 년도 양대 개인리그 + 팀단위 리그 우승 (2003년 강민-2004년 최연성-2007년 이제동)
- 화승 OZ 선수 최초의 MSL 우승
- 역대 저그 최초의 양대리그 우승

BATOO 스타리그 08~09 우승 (2009.04.04)
- 사상 6번째 스타리그 2회 우승 (임요환-김동수-이윤열-박성준-최연성-이제동)
- 사상 2번째 스타리그 결승전 리버스 스윕 (Daum 스타리그 김준영-BATOO 스타리그 이제동)

박카스 스타리그 2009 우승 (2009.08.22)
- 사상 2번째 스타리그 2회 연속 우승 (임요환-이제동)
- 사상 3번째 골든 마우스 수상 (이윤열-박성준-이제동)
- 역대 최단 기간 골든 마우스 수상 (EVER 스타리그 2007 우승 이후 610일)
- 스타리그 최초의 3 종족 트레블 우승
  - EVER 스타리그 2007 결승 - 3:1 송병구 (프로토스)
  - BATOO 스타리그 08~09 결승- 3:2 정명훈 (테란)
  - 박카스 스타리그 2009 결승 - 3:0 박명수 (저그)

NATE MSL 2009 우승 (2010.01.23)
- 사상 4번째 MSL 2회 우승 (이윤열-최연성-김택용-이제동)
- 역대 저그 최초 결승에서 테란 상대로 2회 우승
- 사상 3번째 양대 개인리그 5회 우승 (이윤열-최연성-이제동, 저그 최초)
- 역대 양대 개인 리그 최고 승률 우승 (13승 1패, 92.9%)

## 징크스

### 4월 징크스
2006년에 데뷔한 이후, 이제동은 항상 4월에 성적이 좋지 않았다. 2007년 4월엔 양대 개인리그 하위 라운드에서 모두 탈락했고, 2008년 4월엔 EVER 스타리그 2008 1차 본선에서 전패 탈락하며 PC방 예선으로 떨어지는 수모를 겪었다.
2009년 4월엔 BATOO 스타리그 08~09에서 우승했으나, 우승 이후 공식전 3연패에 빠지는가 하면 서바이버 토너먼트에서 탈락 위기에 몰리는 등 '4월 징크스'에서 완전히 벗어나지는 못하였다.
2010년 4월엔 9승 5패라는 양호한 전적을 거두었는 듯 싶지만 , 사실상 테란에게 많이 패해 다른 달에 비해 부진했다고 볼 수 있다.
2011년에는 4월 징크스를 깼으나, 오히려 5월에 많이 부진해 4월 징크스가 5월로 간것이 아닌가 하고있다.
2012년 4월 징크스에 다시 걸려서 2012 스타리그 듀얼예선에서 유영진, 신대근에게 연패해 스타리그 예선에서 탈락하여 이제동은 아직도 4월 징크스를 완벽히 벗어나진 못했다.
2013년 4월엔 아래에도 나와 있듯이 5승 4패로 나쁘진 않은 성적이었지만 4패가 전부 프로토스를 상대로 패한 경기들이었으며 저그전은 2전 전승, 테란전은 1전 전승, 프로토스전은 2승 4패였다.
2014년부터는 국내 활동이 없으므로, 4월 성적이 기록되지 않게 되었다.
- 2006년 4월 성적 : 2승 4패 (승률 33.3%) / 2006년 전체 성적 : 51승 27패 (승률 65.4%)
- 2007년 4월 성적 : 2승 6패 (승률 25.0%) / 2007년 전체 성적 : 90승 41패 (승률 68.7%)
- 2008년 4월 성적 : 1승 4패 (승률 20.0%) / 2008년 전체 성적 : 102승 47패 (승률 68.5%)
- 2009년 4월 성적 : 8승 7패 (승률 53.3%) / 2009년 전체 성적 : 124승 55패 (승률 69.3%)
- 2010년 4월 성적 : 9승 5패 (승률 64.3%) / 2010년 전체 성적 : 69승 27패 (승률 71.9%)
- 2011년 4월 성적 : 7승 2패 (승률 77.7%) / 2011년 전체 성적 : 57승 32패 (승률 64%)
- 2012년 4월 성적 : 0승 2패 (승률 0%) / 2012년 전체 성적 :
- 2013년 4월 성적 : 5승 4패 (승률 55.5%) / 2013년 전체 성적 :

## 주요 커리어

### 개인리그
스타크래프트 브루드 워 : 메이저 개인리그 우승 5회, 준우승 4회
스타크래프트 II : 프리미어 개인리그 우승 2회, 준우승 5회

#### 스타크래프트
2006년~2008년
- 2006년 제18회 커리지 매치 입상
- 2007년 곰TV MSL 시즌1 16강
- 2007년 e스타즈 서울 2007 스타크래프트 256강전 우승 (2:1 허영무)
- 2007년 EVER 스타리그 2007 우승 (3:1 송병구)
- 2008년 곰TV 스타 인비테이셔널 8강
- 2008년 박카스 스타리그 2008 8강 ( 1:2 이영호)
- 2008년 곰TV MSL 시즌4 우승 (3:1 김구현)
- 2008년 EVER 스타리그 2008 1차 본선
- 2008년 아레나 MSL 2008 준우승 (0:3 박지수)
- 2008년 곰TV TG삼보-인텔 클래식 시즌1 우승 (3:0 이영호)
- 2008년 클럽데이 온라인 MSL 2008 16강
- 2008년 곰TV TG삼보-인텔 클래식 시즌2 32강
- 2008년 WCG 2008 그랜드 파이널 스타크래프트 부문 8강 (1:2 송병구)

2009년~2010년
- 2009년 곰TV TG삼보-인텔 클래식 2008 스페셜 매치 우승 (3:2 김택용)
- 2009년 BATOO 스타리그 08~09 우승 (3:2 정명훈)
- 2009년 로스트사가 MSL 2009 32강
- 2009년 곰TV TG삼보-인텔 클래식 시즌3 8강
- 2009년 박카스 스타리그 2009 우승 (3:0 박명수)
- 2009년 아발론 온라인 MSL 2009 4위 ( 1:3 김윤환)
- 2009년 WCG 2009 그랜드 파이널 스타크래프트 부문 우승 (2:1 송병구)
- 2009년 EVER 스타리그 2009 8강 ( 0:2 이영호)
- 2009년 NATE MSL 2009 우승 (3:1 이영호)
- 2010년 대한항공 스타리그 2010 Season 1 36강 ( 0:2 전태양)
- 2010년 하나대투증권 MSL 2010 준우승 (0:3 이영호)
- 2010년 WCG 2010 한국대표 선발전 스타크래프트 부문 우승 (2:1 이영호)
- 2010년 빅파일 MSL 2010 준우승 (2:3 이영호)
- 2010년 대한항공 스타리그 2010 Season 2 준우승 (1:3 이영호)
- 2010년 WCG 2010 그랜드 파이널 스타크래프트 부문 3위
- 2010년 박카스 스타리그 2010 16강
- 2010년 피디팝 MSL 2010 4위 (2:3 신동원)

2011년 ~ 2012년
- 2011년 ABC마트 MSL 2011 3위 (1:3 김명운)
- 2011년 진에어 스타리그 2011 16강
- 2012년 e스포츠 명예의 전당 헌액

2016년 이후
- 2017년 아프리카TV 스타리그 시즌2 4강 (2:3 이영호)
- 2018년 코리아 스타크래프트 리그 준우승 (0:4 김성현)

#### 스타크래프트 II
- 2012년 MLG Starcraft II Invitational 초청전 4강
- 2012년 HOT6 GSL Season 4 코드S 32강
- 2013년 HyperX 10-Year Anniversary Tournament 우승 (4:2 장민철)
- 2013년 핫식스 2013 글로벌 스타크래프트 II 리그 시즌 1 Code A 48강
- 2013년 2013 WCS 아메리카 시즌 1 챌린저리그 40강
- 2013년 DreamHack Open: Stockholm 4강
- 2013년 2013 DreamHack Open Summer 2013 준우승 (2:3 손석희)
- 2013년 MLG 2013 Spring Season Championship 8강
- 2013년 2013 DreamHack Open: Valencia 준우승 (1:3 고석현)
- 2013년 IEM Season VIII - Shanghai 16강
- 2013년 2013 WCS 아메리카 시즌 2 프리미어리그 준우승 (0:4 최성훈) (2013 WCS 시즌 2 파이널 진출)
- 2013년 2013 WCS 시즌 2 파이널 준우승 (0:4 최지성)
- 2013년 2013 DreamHack Open: Bucharest 16강
- 2013년 2013 WCS 아메리카 시즌 3 프리미어리그 4강 (2013 WCS 시즌 3 파이널 진출)
- 2013년 2013 WCS 시즌 3 파이널 16강
- 2013년 2013 WCS 글로벌 파이널 준우승 (1:4 김유진)
- 2013년 2013 DreamHack Open: Winter 12강
- 2013년 ASUS ROG Tournament - NorthCon 2013 우승 (4:2 샤샤 호스틴)
- 2013년 Numericable M-House Cup 3 우승 (4:2 강민수)
- 2014년 ASUS ROG Winter 2014 8강
- 2014년 IEM Season VIII - Cologne 4강
- 2014년 2014 WCS 아메리카 시즌 1 프리미어리그 32강
- 2014년 2014 DreamHack Open: Bucharest 4강
- 2014년 Lone Star Clash 3 우승 (4:2 최성훈)
- 2014년 2014 WCS 아메리카 시즌 2 프리미어리그 32강
- 2014년 HomeStory Cup IX 8강
- 2014년 2014 DreamHack Open: Summer 4강
- 2014년 IEM Season IX - Shenzhen 4강
- 2014년 The Big One 16강
- 2014년 2014 Taiwan Open 8강
- 2014년 2014 Red Bull Battle Grounds: Detroit 32강
- 2014년 World E-sport Championships 2014 우승 (2:1 Snute)
- 2014년 2014 WCS 아메리카 시즌 3 프리미어리그 16강
- 2014년 2014 DreamHack Open: Stockholm 8강
- 2014년 32 Boys 1 Cup 32강
- 2014년 2014 WCS 글로벌 파이널 16강
- 2014년 HomeStory Cup X 8강
- 2014년 2014 DreamHack Open: Winter 12강
- 2014년 IEM Season IX - San Jose 4강
- 2014년 Kung Fu Cup 2014 #1 4강
- 2015년 Gfinity Spring Masters I 16강
- 2015년 Copenhagen Games Spring 2015 8강
- 2015년 Gfinity Spring Masters II 4강
- 2015년 2015 Kung Fu Cup Season 1 8강
- 2015년 2015 WCS 시즌 2 프리미어리그 8강
- 2015년 HomeStory Cup XI 4강
- 2015년 Gfinity Summer Masters I 8강
- 2015년 Hell, It's Aboot Time 준우승
- 2015년 MSI Masters Gaming Arena 2015 8강
- 2015년 2015 WCS 시즌 3 프리미어리그 16강
- 2015년 2015 DreamHack Open: Stockholm 16강
- 2015년 GPL 2015 International Challenge 4위
- 2015년 GPL 2015 International Challenge Archon Mode 우승
- 2016년 2016 핫식스 글로벌 스타크래프트 II 리그 시즌 1 코드 A 60강

### 프로리그
2006년
- 2006년 스카이 프로리그 2006 전기리그 신인상
- 2006년 스카이 프로리그 2006 후기리그 3위(르까프 Oz)
- 2006년 스카이 프로리그 2006 후기리그 다승왕
- 2006년 스카이 프로리그 2006 후기리그 MVP

2007년
- 2007년 스카이 프로리그 2007 전기리그 준우승(르까프 Oz)
- 2007년 스카이 프로리그 2007 후기리그 우승(르까프 Oz)
- 2007년 스카이 프로리그 2007 통합 챔피언십 우승

2009년
- 2009년 신한은행 프로리그 08-09 정규시즌 MVP (김택용과 공동수상)
- 2009년 신한은행 프로리그 08-09 정규시즌 다승왕 (이영호와 공동수상) - 54승 21패 72%
- 2009년 신한은행 위너스리그 08-09 준우승(화승 OZ)
- 2009년 신한은행 프로리그 08-09 준우승(화승 OZ)

2009년
- 신한은행 프로리그 09-10 다승 2위(저그 다승 1위) - 52승 21패 승률 71.2%

2011년
- 2011년 프로리그 최초로 200승 달성
- 신한은행 프로리그 10-11 다승 3위 (저그 다승 1위) - 49승 22패 승률 69%
- 2011년 프로리그 최초로 저그전 100승 달성
- 브루드 워 역대 최초로 공식전 400승 달성

2012년
- 2012년 SK플래닛 스타크래프트Ⅱ 프로리그 시즌2 정규시즌 MVP

### 협회수상
2007년
- 2007년 2006 대한민국 e-스포츠 대상 올해의 신인상

2008년
- 2008년 2007 대한민국 e-스포츠 대상 최고 승률
- 2008년 2007 대한민국 e-스포츠 대상 올해의 선수
- 2008년 2007 대한민국 e-스포츠 대상 저그 최우수 선수

2009년
- 2009년 2008 대한민국 e-스포츠 대상 올해의 선수
- 2009년 2008 대한민국 e-스포츠 대상 저그 최우수 선수

2010년
- 2010년 2010 대한민국 e-스포츠 대상 올해의 10대 스타상
- 2010년 2010 대한민국 e-스포츠 대상 저그 최우수 선수상

2011년
- 2011년 2011 대한민국 e-스포츠 대상 QSENN 10대 스타상

## 기타
- 스타크래프트 개인리그 10-10 클럽 달성 (스타리그 본선 10회, MSL 본선 11회 진출)

## 같이 보기
- 이영호
- 리쌍록